# Portuñolština

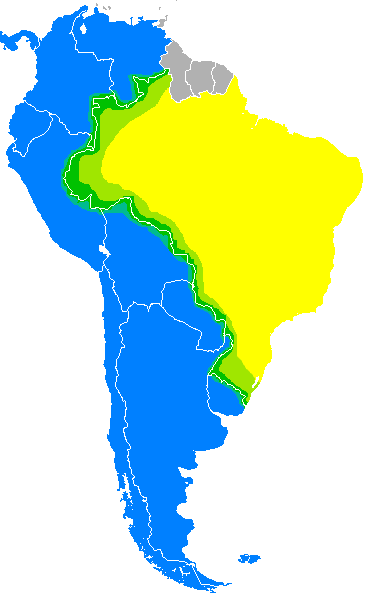
Mapa rozšíření jazyka, portuñolština je vyznačena zeleně

Portuñolština (portuñolsky El portuñol nebo Portunhol) je románský jazyk, patřící mezi ibero-románské jazyky. Portuñolština vznikla v Latinské Americe, a to smísením španělštiny a portugalštiny, které si jsou blízké. Dnes většina mluvčích portuñolštiny žije v jižní Brazílii a v Uruguayi. Zhruba 450000 Uruguayců má tento jazyk za mateřský či jako druhý. Malé skupinky mluvčích se ale nacházejí i na hranicích Brazílie s Venezuelou, Peru, Kolumbií, Bolívií a Argentinou.

## Ukázka jazyka

### Portuñolsky
„Hoy me vejo adelante de su olhar de muerto, este hombre que me hace dançar castanholas en la cama, que me hace sofrir, que me hace, que me há construído de dolor y sangre, la sangre que vertiô mi vida amarga. Desde sus ombros, mi destino igual quel hecho de uno punhal en la clave derecha del corazón. Ahora en neste momento, yo no sê que hablar com su cara dura, rojos los olhos soterrados, estos que eram mis ojos.“

### Španělsky
„Hoy me veo delante de su mirada de muerto, este hombre que me hace bailar castañuelas en la cama, que me hace sufrir, que me hace, que me ha construido de dolor y sangre, la sangre que vertió mi vida amarga. Desde sus hombros, mi destino igual aquél hecho de un puñal en la clave derecha del corazón. Ahora en este momento, yo no sé qué hablar con su cara dura, rojos los ojos soterrados, estos que eran mis ojos.“

### Portugalsky
„Hoje me vejo diante de seu olhar de morto, este homem que me faz dançar castanholas na cama, que me faz sofrer, que me faz, que me construiu de dor e sangue, o sangue que verteu minha vida amarga. Desde seus ombros, meu destino igual àquele feito de um punhal na chave direita do coração. Agora neste momento, eu não sei o que falar com sua cara dura, roxos os olhos soterrados, estes que eram meus olhos.“